# Dirty South (DJ)

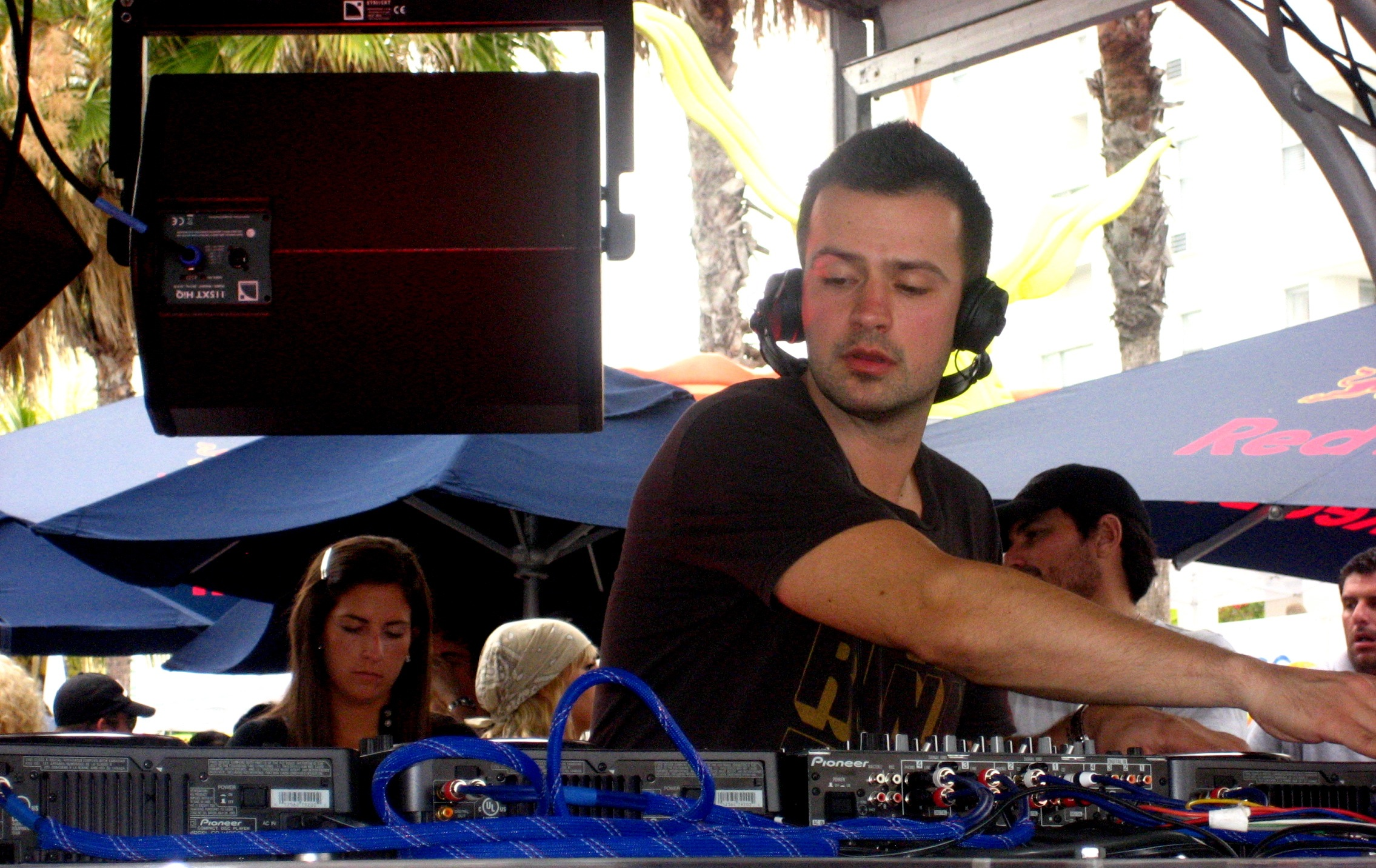
Dirty South an der Winter Music Conference 2009

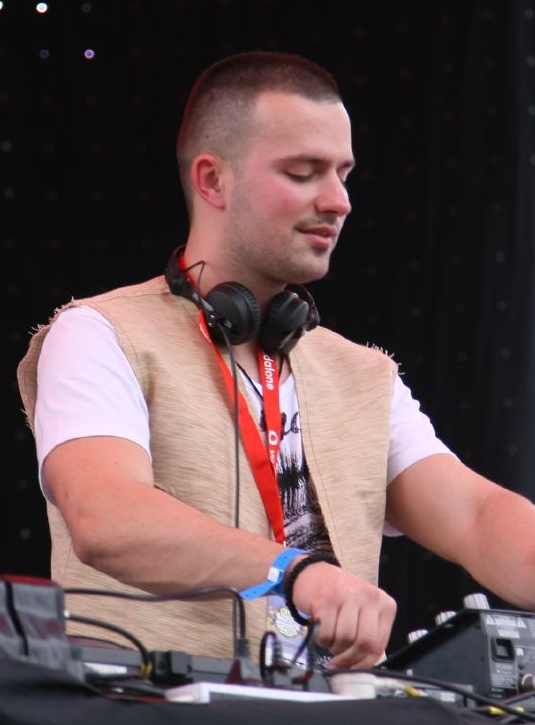
Dirty South in Melbourne 2007

Dirty South (* 1978 in Belgrad; eigentlich Dragan Roganović) ist ein australischer Remixer, DJ und Musikproduzent im Bereich House und Electro-House.

## Leben
Dragan Roganović wurde in 1978 in Belgrad geboren und zog im Alter von 13 Jahren nach Melbourne, Australien. Seine Musikkarriere begann mit Remixen und Mashups, die er von anderen Künstlern produzierte. Seine erste offizielle Produktion erschien 2004 und ein Jahr später erhielt er schließlich seinen ersten Plattenvertrag beim australischen Musiklabel Vicious Vinyl.
2006 kam sein Remix von „It's Too Late“ von Evermore auf Platz eins in den australischen Club Charts. Während er anfänglich hauptsächlich durch seine Remixe bekannt war, hatte er bald auch einige Erfolge mit eigenen Produktionen, wie etwa der Single „Let It Go“, die 2007 auf Axwells Label Axtone Records erschien. Dennoch ist Dirty South vor allem für seine Remixe bekannt und hat unterem anderen schon Remixe für U2, Snoop Dogg, Depeche Mode, David Guetta und die Pussycat Dolls produziert. In den Jahren 2008 und 2011 war er jeweils für den Grammy Award für den besten Remix (Best Remixed Recording, Non-Classical) nominiert.
2009 kam Dirty South in der Wahl der Top 100 DJs von DJ Mag auf Platz 59, 2010 erreichte er erneut die Liste der besten DJs der Welt auf Platz 75.

## Diskografie

### Alben
- 2013: Speed of Life
- 2014: With You

### Singles / EPs
- 2005: Sleazy
- 2006: Dirty South EP
- 2007: Everybody Freakin' (feat. MYNC Project)
- 2007: Let It Go (feat. Rudy)
- 2007: Minority
- 2008: Better Day (feat. Paul Harris & Rudy)
- 2008: D10
- 2008: Open Your Heart (feat. Axwell)
- 2008: Shield (feat. D Ramirez)
- 2008: The End
- 2009: Alamo
- 2009: We Are (feat. Rudy)
- 2009: Meich (feat. Sebastian Ingrosso)
- 2009: How Soon Is Now (feat. David Guetta, Sebastian Ingrosso, Julie McKnight)
- 2010: Stopover (mit Mark Knight)
- 2010: Phazing (feat. Rudy)
- 2011: Walking Alone (feat. Those Usual Suspects & Erik Hecht)
- 2011: Alive (feat. Thomas Gold & Kate Elsworth)
- 2012: Eyes Wide Open (feat. Thomas Gold & Kate Elsworth)
- 2012: City of Dreams (mit Alesso)
- 2012: Rift (mit Michael Brun)
- 2013: Halo (mit Deniz Koyu)
- 2013: Champions
- 2013: Your Heart (feat. Joe Gil)
- 2013: Until the End (feat. Joe Gil)
- 2014: Unbreakable (feat. Sam Martin)
- 2015: Find A Way (feat. Rudy)

### Remixe (Auswahl)
- 2005: Freemasons – Love on My Mind
- 2005: Soulwax – NY Excuse
- 2005: Spektrum – Kinda New
- 2006: Ferry Corsten – Watch Out
- 2006: Depeche Mode – Just Can’t Get Enough
- 2006: Evermore – It's Too Late (Ride On)
- 2006: Isaac James – Just Can’t Handle This
- 2006: Chris Lake feat. Laura V – Changes
- 2006: Fedde Le Grand – Put Your Hands Up for Detroit
- 2006: Rogue Traders – Watching You
- 2006: Led Zeppelin – Babe, I’m gonna leave you
- 2006: TV Rock feat. Nancy Vice – Bimbo Nation
- 2006: TV Rock feat. Seany B – Flaunt It
- 2006: Vandalism – Never Say Never
- 2007: Chab feat. JD Davis – Closer to Me
- 2007: Cicada – The Things You Say
- 2007: Kaskade – Sorry
- 2007: Mark Ronson feat. Daniel Merriweather – Stop Me
- 2007: Roger Sanchez – Not Enough
- 2007: Wink – Higher State of Consciousness
- 2007: Tiësto feat. Christian Burns – In the Dark
- 2007: Tracey Thorn – Grand Canyon
- 2007: David Guetta – Baby When the Light
- 2008: Snoop Dogg – Sexual Eruption
- 2008: John Dahlbäck – Pyramid
- 2008: Pussycat Dolls – When I Grow Up
- 2009: Axwell, Sebastian Ingrosso, Steve Angello, Laidback Luke – Leave The World Behind
- 2009: U2 – I'll Go Crazy
- 2009: The Temper Trap – Sweet Disposition (mit Axwell)
- 2010: Miike Snow – Silvia (mit Sebastian Ingrosso)
- 2011: Diddy-Dirty Money feat. Skylar Grey – Coming Home
- 2012: Michael Brun – Rise
- 2012: Miike Snow – Devil’s Work
- 2012: John Dahlback ft. Lucas Nord & Urban Cone – Embrace Me
- 2013: Monsta – Messiah
- 2015: Zedd feat. Jon Bellion – Beautiful Now

## Auszeichnungen und Nominationen
Grammy Awards:
- 2008: Nomination für Best Remixed Recording, Non-Classical: Kaskade – Sorry (Dirty South Mix)
- 2011: Nomination für Best Remixed Recording, Non-Classical: The Temper Trap – Sweet Disposition (Axwell & Dirty South Remix)